# Codename: Robotech
Codename: Robotech es una película que fue el episodio piloto de la serie animada de Robotech. Fue transmitido en algunos canales de Estados Unidos antes del estreno de la serie. Cronológicamente abarca los eventos de la Primera Guerra Robotech.

## Argumento
La película en sí es una versión extendida del episodio 14 El Reporte de Gloval que resume
el principio de la serie.

## Lanzamientos
Codename: Robotech fue incluido en DVD como extra con el primer volumen de Robotech Legacy Collection y la completa Protoculture Collection, de ADV Films. El disco incluye la opción de los comentarios en audio por el productor Carl Macek también fue lanzado en Australia por Madman Entertainment.